# Serralunga di Crea
Serralunga di Crea, (Seralonga 'd Crea en piemontès) és un municipi situat al territori de la província d'Alessandria, a la regió del Piemont (Itàlia).
Limita amb els municipis de Cereseto, Mombello Monferrato, Pontestura, Ponzano Monferrato i Solonghello.
Pertanyen al municipi les frazioni de Castellazzo, Forneglio i Madonnina.

## Galeria fotogràfica

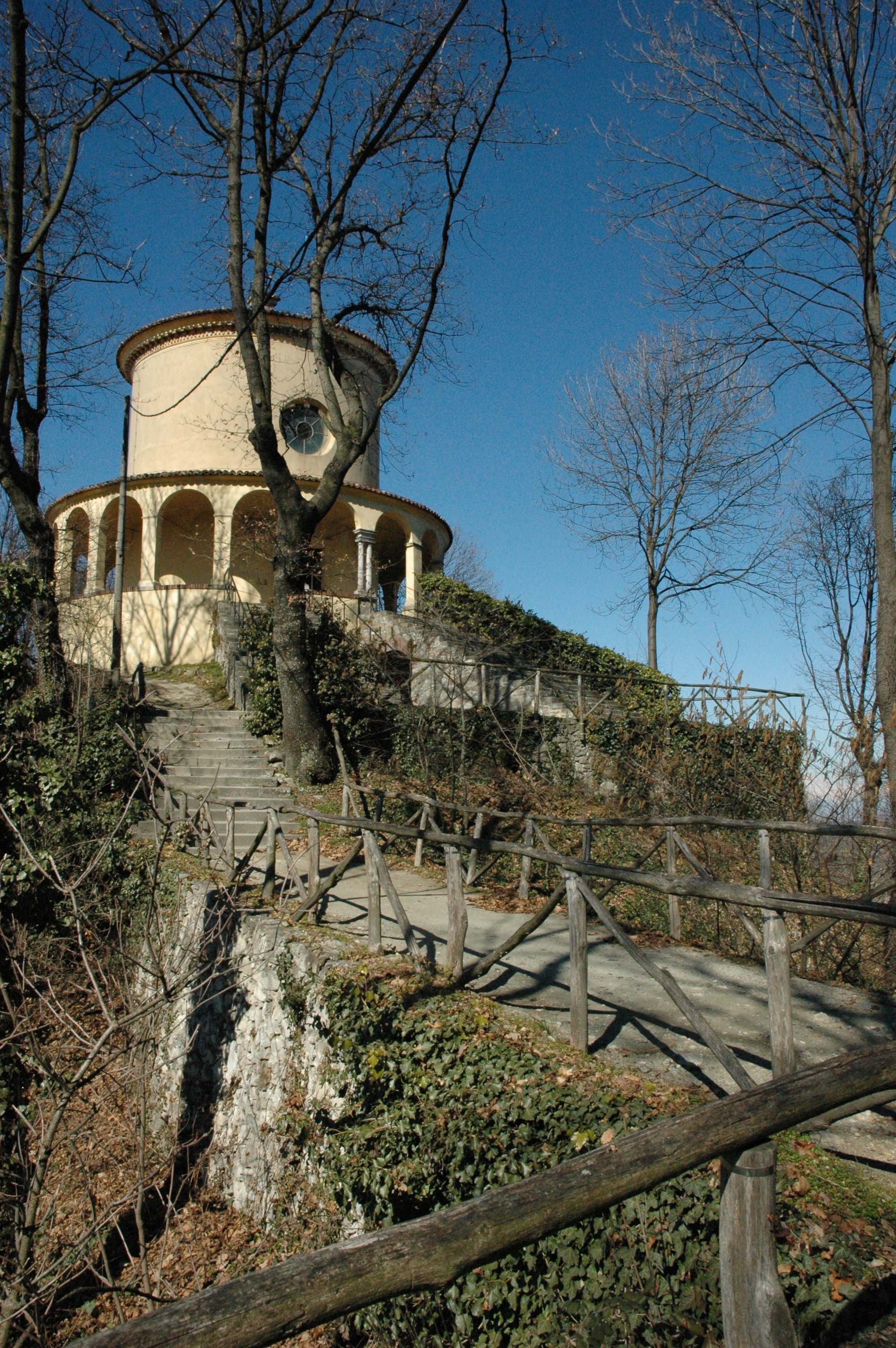
Sacro Monte di Crea Capella del Paradiso
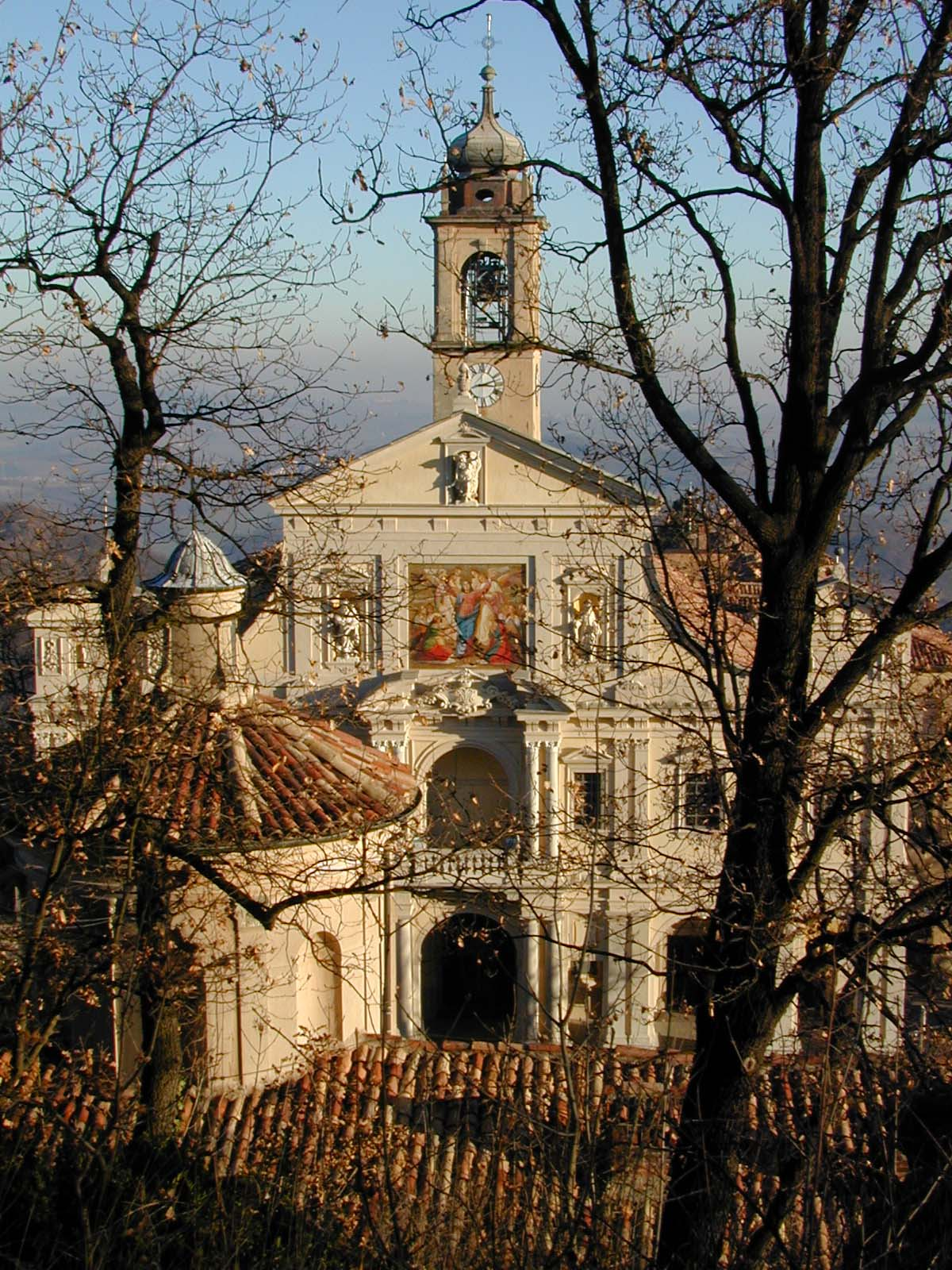
Sacro Monte di Crea Santuari
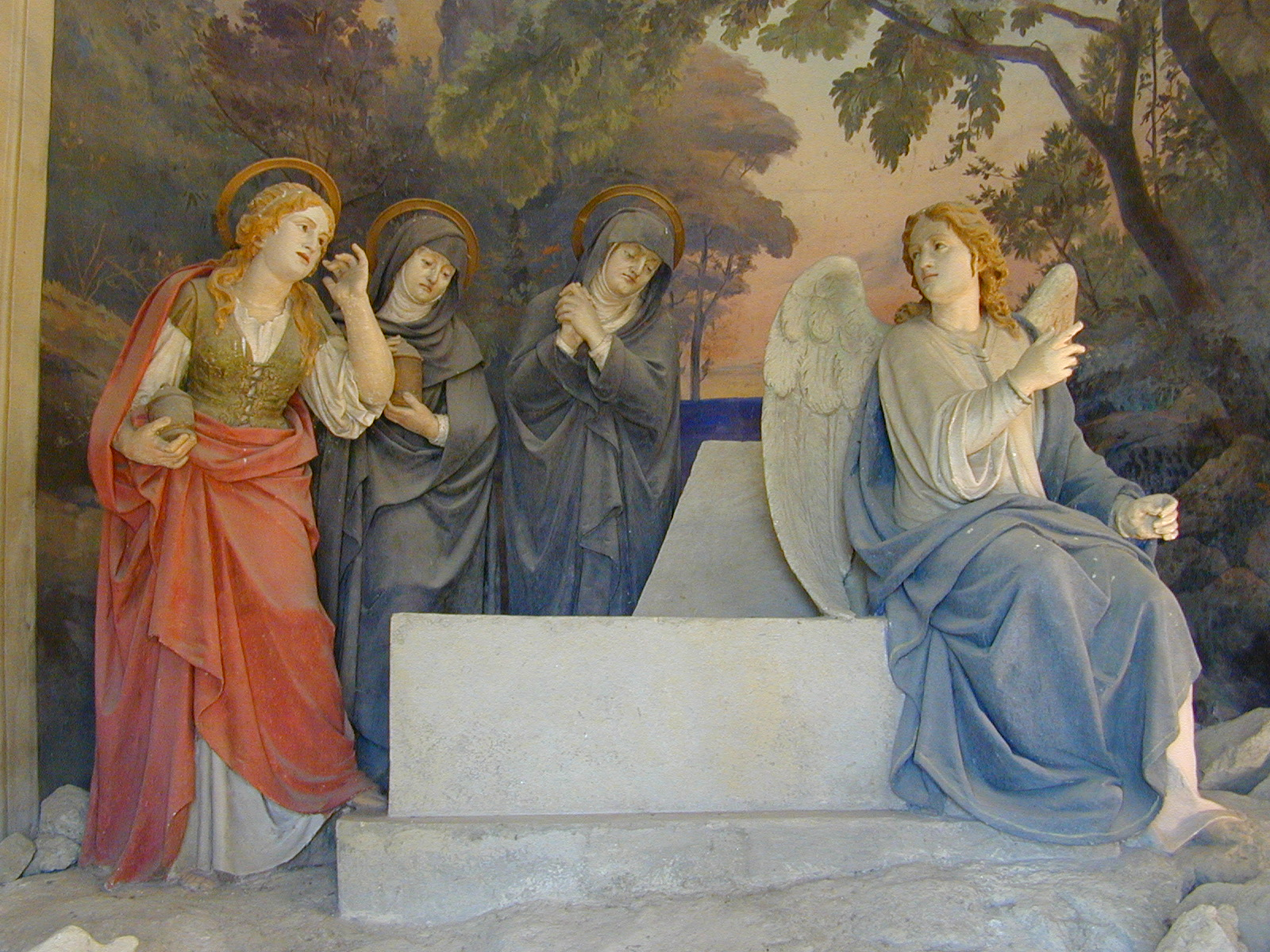
Sacro Monte di Crea Capella 19 (La Resurrezione)
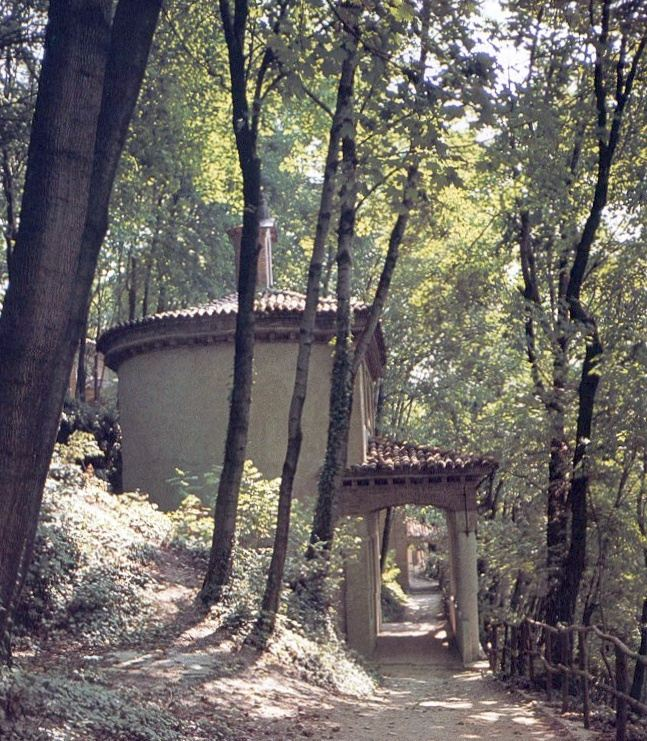
Sacro Monte di Crea Una capella al parc